# Prosecco (Trieste)
Prosecco (Proseco in dialetto triestino, in sloveno Prosek) è un quartiere di Trieste. Si trova sull'altopiano carsico, a ridosso del comune di Sgonico lungo la strada provinciale 1, a metà strada circa tra i quartieri di Opicina e di Santa Croce.

## Territorio
Il termine Prosecco deriva dal nome sloveno del paese "Prosek", che significa "preseka" ovvero "parte del bosco tagliata in uno stretto passaggio". Il quartiere è celebre per aver dato il nome a uno dei vini più famosi al mondo, il prosecco.

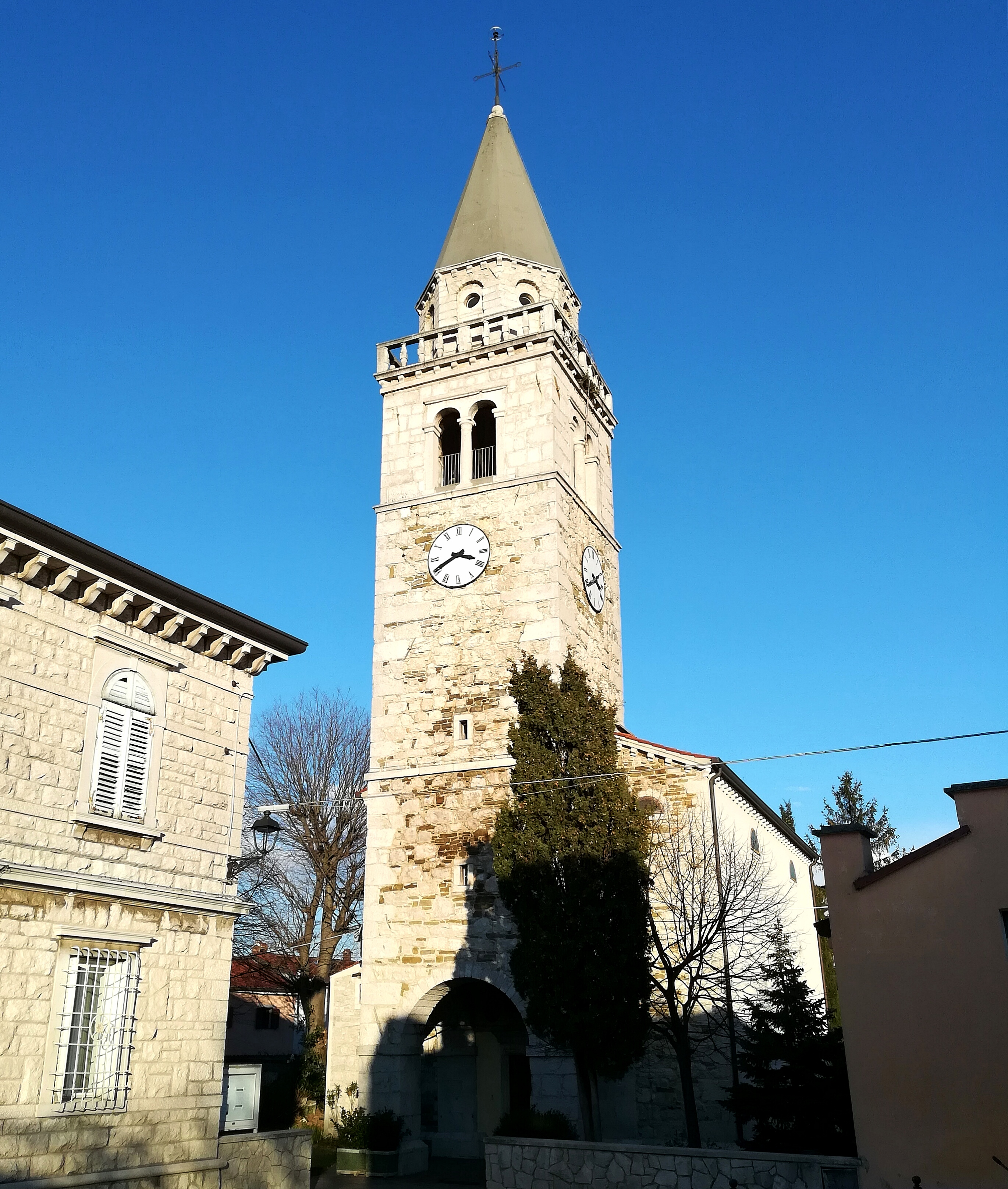
La chiesa parrocchiale

All'imbocco del quartiere, provenendo da Trieste in località Contovello, si gode di un ampio panorama sulla città.
A Contovello inizia la strada Vicentina, detta anche Napoleonica, che si collega all'Obelisco di Opicina, fermata del tram omonimo. Anche questo percorso ciclopedonale offre un panorama su golfo e città, luogo privilegiato per assistere alla regata velica della Barcolana.
Subito dopo il quartiere, prima dell'imbocco della Napoleonica, una strada permette di raggiungere il santuario mariano di Monte Grisa, che domina l'altopiano.

La chiesa del paese, racchiusa tra le case dell'abitato, è del 1637 ed è dedicata a san Martino.
La parte vecchia della località è abitata prevalentemente dalla comunità linguistica slovena (prima dell'annessione all'Italia, più del 92% della popolazione era di madrelingua slovena), mentre la parte moderna, nota con il nome di Borgo San Nazario, costruita negli anni cinquanta e sessanta, è abitata da 766 residenti, in gran parte da esuli istriani e da loro discendenti, provenienti perlopiù da Capodistria e dintorni.

## Monumenti e luoghi di interesse
La chiesa dedicata a san Martino di Tours è la parrocchiale del paese.